# الحوادث الإرهابية في العراق عام 2003
في عام 2003، كان هناك أكثر من 30 تفجيراً انتحارياً نفذها 32 مهاجماً.
- 26 فبراير: فجر أحد المشتبه بهم في جماعة أنصار الإسلام سترة ناسفة عند نقطة تفتيش في زماقي، شمال العراق، مما أسفر عن مقتل أربعة أشخاص.[1][2]

## مارس
- 13 مارس/آذار: فجر انتحاري يشتبه في انتمائه لجماعة أنصار الإسلام نفسه في شمال العراق مستهدفاً القيادة السياسية الكردية.[3]
- 22 مارس: قُتل ثلاثة أشخاص، من بينهم المصور الأسترالي بول موران، وأصيب تسعة آخرون عندما فجر انتحاري سيارة مفخخة نفسه عند نقطة تفتيش في سيد صادق، شمال شرق العراق.[4][5]
- 29 مارس : قتل الجندي العراقي علي جعفر موسى حمادي النعماني أربعة جنود أمريكيين في هجوم انتحاري بسيارة مفخخة على نقطة تفتيش عسكرية بالقرب من النجف.[6][7]
- 29 مارس : محاولة فاشلة من قبل انتحاري بسيارة مفخخة لمهاجمة قافلة عسكرية أميركية في وسط العراق متجهة إلى بغداد.[3]

## أبريل
- 3 أبريل : قتلت انتحاريتان عراقيتان ثلاثة جنود من قوات العمليات الخاصة بالجيش الأمريكي عند نقطة تفتيش على بعد 11 ميلاً جنوب غرب سد حديثة في محافظة الأنبار.[8][9][10][11][12] وداد جميل جاسم وشريكتها نور قدور الشنبري، وهي امرأة حامل قُتلت أيضًا في الهجوم، خرجتا من السيارة قبل الانفجار وبدأتا في الصراخ من الخوف.[13] اقترب الجنود الثلاثة من السيارة معتقدين أن المرأة الحامل بحاجة إلى المساعدة، عندما فجرت المرأتان فجأة قنبلة مخبأة داخل السيارة.[14][15]
- 4 أبريل: حاول انتحاري من الفدائيين باستخدام سيارة مفخخة تنفيذ هجوم على قافلة عسكرية أمريكية في بغداد.[16]
- 6 أبريل: قُتل انتحاري ينتمي إلى جماعة فدائيي صدام شبه العسكرية على يد قوات التحالف بعد محاولة فاشلة لمهاجمة قافلة عسكرية أمريكية بالقرب من بغداد.[3]
- 10 أبريل : هاجم انتحاري نقطة تفتيش عسكرية أميركية في وسط بغداد وفجر نفسه، مما أسفر عن مقتل جندي أميركي وإصابة أربعة من مشاة البحرية الأميركية.[17][18]
- 12 أبريل : هاجم انتحاري نقطة تفتيش عسكرية أمريكية في بغداد، مما أسفر عن مقتل شخص وإصابة خمسة آخرين.[3]

## أغسطس
- 7 أغسطس : تفجير السفارة الأردنية في بغداد : أدى تفجير حافلة خارج السفارة إلى مقتل 17 شخصًا.[19]
- 19 أغسطس : تفجير فندق القناة في بغداد، مما أسفر عن مقتل 22 شخصًا (بما في ذلك الممثل الأعلى للأمم المتحدة سيرجيو فييرا دي ميلو) وإصابة أكثر من 100 شخص.
- ٢٩ أغسطس : تفجير مسجد الإمام علي : انفجرت سيارة مفخخة أو اثنتان، ربما نفذهما انتحاريان، خارج مرقد الإمام علي في النجف. قُتل ما بين ٨٥ و١٢٥ شخصًا، بمن فيهم زعيم الطائفة الشيعية في البلاد، آية الله العظمى محمد باقر الحكيم.[20][21][22]

## سبتمبر
- 3 سبتمبر: هاجم انتحاري قاعدة عسكرية أمريكية في الرمادي مما أسفر عن مقتل شخصين وإصابة اثنين آخرين.[16]
- 9 سبتمبر : استهدف انتحاري بسيارة مفخخة مقر الاستخبارات الأميركية في مدينة أربيل الشمالية، مما أسفر عن مقتل ثلاثة أشخاص وإصابة 41 آخرين، بما في ذلك ستة من أفراد وزارة الدفاع الأميركية.[23][24]
- 22 سبتمبر : فجر انتحاري سيارة مفخخة بالقرب من مقر الأمم المتحدة في بغداد، مما أسفر عن مقتل حارس أمن وإصابة 19 شخصًا.[25]

## أكتوبر
- 9 أكتوبر : في الهجوم الأول على مركز للشرطة العراقية، انفجرت سيارة مفخخة يقودها انتحاري خارج مركز للشرطة في مدينة الصدر، مما أسفر عن مقتل ثمانية أشخاص على الأقل.[26][27]
- 12 أكتوبر : أدى انفجار سيارة مفخخة أو اثنتين بالقرب من فندق بغداد إلى مقتل ستة عراقيين وإصابة أكثر من 30 آخرين، بما في ذلك ثلاثة جنود أمريكيين.[28][29][30]
- 14 أكتوبر : انفجرت سيارة مفخخة يقودها انتحاري خارج السفارة التركية في بغداد، مما أدى إلى إصابة اثنين من حراس الأمن.[20]
- 16 أكتوبر : قُتل انتحاري كان يخطط لتفجير سيارة مفخخة على يد قوات الأمن قبل أن يتمكن من مهاجمة مبنى وزارة الداخلية في أربيل.[31]
- 27 أكتوبر/تشرين الأول 2003: تفجيرات بغداد : هزت بغداد أربع أو خمس تفجيرات انتحارية بسيارات مفخخة، أسفرت عن مقتل 30-40 شخصًا، من بينهم جنديان أمريكيان. وكان الهجوم الأكثر دموية على مقر اللجنة الدولية للصليب الأحمر، حيث فجر انتحاري يقود سيارة إسعاف نفسه، ما أسفر عن مقتل 12 شخصًا وإصابة 20 آخرين. واستهدفت الهجمات الأخرى مراكز للشرطة العراقية.[20][32]
- 28 أكتوبر : فجر انتحاري نفسه بسيارة مفخخة على بعد 100 متر من مكان الحادث. أمتار من مركز للشرطة في الفلوجة، مما أسفر عن مقتل أربعة أشخاص.[33][34]

## نوفمبر
- ١٢ نوفمبر ٢٠٠٣: تفجير الناصرية : أسفر تفجير سيارة مفخخة في مدينة الناصرية الجنوبية عن مقتل حوالي ٣٠ شخصًا. كان الهدف قاعدة عسكرية إيطالية؛ وكان من بين القتلى ١٩ إيطاليًا.[26][35][36]
- 20 نوفمبر/تشرين الثاني : انفجرت شاحنة مفخخة يقودها انتحاري خارج مكتب الاتحاد الوطني الكردستاني، وهو حزب سياسي كردي متحالف مع الولايات المتحدة في كركوك. قُتل أربعة أشخاص وجُرح ثلاثون آخرون.[20]
- 22 نوفمبر/تشرين الثاني : هاجمت سيارتان مفخختان انتحاريتان مراكز للشرطة في بلدتي خان بني سعد وبعقوبة في وقت واحد تقريبًا، مما أسفر عن مقتل 18 شخصًا على الأقل وإصابة أكثر من 30 آخرين.[37]
- 29 نوفمبر : قُتل سبعة عملاء إسبان من المركز الوطني للاستخبارات في كمين بالقرب من اللطيفية، على بعد 20 ميلاً جنوب بغداد.[38]

## ديسمبر
- 9 ديسمبر : فجر انتحاريان، أحدهما في سيارة والآخر راجل، نفسيهما عند بوابات قاعدتين عسكريتين أمريكيتين، مما أسفر عن إصابة 61 جنديًا أمريكيًا.[26]
- 10 ديسمبر : هاجم ثلاثة انتحاريين مقر الفرقة 82 المحمولة جواً في الرمادي. قُتل جندي أمريكي وجُرح 14 آخرون.[20]
- 14 ديسمبر : قبل ساعات من إعلان الجيش الأميركي عن أسر صدام حسين، فجر انتحاري سيارة مفخخة يشتبه في أنه يقودها، مما أسفر عن مقتل 16 ضابط شرطة واثنين من المدنيين خارج مركز للشرطة في الخالدية، 60 عاماً. أميال غرب بغداد.[39][40]
- ١٥ ديسمبر : على المشارف الشمالية للعاصمة العراقية، فجر انتحاري يقود سيارة أجرة رباعية الدفع نفسه، ما أسفر عن مقتل ثمانية من رجال الشرطة في مركزهم بالحسينية. وقبل ساعات قليلة، أصيب ثمانية من رجال الشرطة في تفجير سيارة مفخخة أخرى في حي العامرية بالمدينة.[41]
- 17 ديسمبر : اصطدمت شاحنة مفخخة يقودها انتحاري، كان يحاول مهاجمة مركز للشرطة في منطقة البياع ببغداد، بحافلة عند تقاطع، مما أسفر عن مقتل عشرة أشخاص على الأقل وإصابة عشرين آخرين.[42]
- ١٨ ديسمبر : هاجمت سيارة مفخخة قافلة مدنية على طريق هيرشي السريع حوالي الساعة السابعة صباحًا أثناء مغادرتهم معسكرهم للذهاب إلى العمل قرب بيجي. دُمرت ناقلة جند مدرعة جنوب أفريقية في العملية. وسقط عدد من الجرحى، ولم يُقتل أي عسكري أمريكي، سواء كان عسكريًا أو مدنيًا. [ بحاجة لمصدر ]
- 24 ديسمبر : أدى تفجير انتحاري إلى مقتل أربعة أشخاص وإصابة أكثر من 100 آخرين في مكاتب وزارة الداخلية في أربيل.[40]
- 27 ديسمبر/كانون الأول 2003: تفجيرات كربلاء : قُتل خمسة جنود بلغاريين وجنديان تايلانديان من بين 19 شخصًا وجُرح 18 آخرون في هجوم مُنسّق على قواعد عسكرية للتحالف في كربلاء. هاجمت أربع سيارات مفخخة انتحارية قاعدة بلغارية، ومجمعًا يضم مبنى البلدية ومقرًا للشرطة، وقاعدة لوجستية متعددة الجنسيات يديرها جنود بولنديون وتايلانديون وأمريكيون.[20][43]
- 31 ديسمبر : قُتل خمسة عراقيين وجُرح ما لا يقل عن 21 شخصًا في انفجار سيارة مفخخة استهدفت مطعمًا يرتاده الغربيون في بغداد. ودُمر ثلاثة مبانٍ على الأقل جراء الانفجار.[44]